# De Vrijdagavond
De Vrijdagavond, met als ondertitel Joodsch weekblad, was een Nederlands weekblad (1924-1932).

## Geschiedenis
Initiatiefnemers van De Vrijdagavond waren opperrabbijn Justus Tal en advocaat en historicus Izak Prins, zij vormden ook de eerste redactie. Doel van het weekblad was onder meer de Joodse lezers koosjer geestesvoedsel verschaffen, onderhoudende en inhoudsrijke Joodse lectuur om het traditionele Jodendom te dienen en de kennis ervan te verspreiden. Men wilde zich niet bemoeien met politiek of in de plaats treden van bestaande bladen als het Nieuw Israëlietisch Weekblad. Het was inhoudelijk vergelijkbaar met bladen als de Katholieke Illustratie, Wereldkroniek en Eigen Haard.
Er werd bewust gekozen voor een blad voor de vrijdagavond, de avond waarop het Joods gezin bijeenkomt ter voorbereiding op de sjabbat. De redactie noemde het blad in het proefnummer op 11 januari 1924 "een schatkamer van intens Joodsche volkskracht". Het eerste officiële nummer verscheen op 28 maart 1924.
Het blad bevatte onder meer wekelijks een lezing uit de Thora en artikelen over de Joodse cultuur en geschiedenis en biografieën van Joodse geleerden, kunstenaars en staatslieden. Ondanks de verheven gedachte achter de uitgave werden commerciële advertenties (voor o.a. Heineken, Peek & Cloppenburg, de Rotterdamsche Lloyd en Vroom & Dreesmann) niet geschuwd. Aan het blad werd meegewerkt door Asjkenazische en Sefardische Joden. Bijdragen werden geleverd door onder anderen Clara Asscher-Pinkhof, Michel Danvers, Ben Gokkes, Joseph Gompers, Benzion Hirsch, dr. Gabriel Italie, Henri Polak, Siegfried van Praag, Justus Tal en Jacob Samuel da Silva Rosa.
Tal kreeg kritiek, omdat hij te weinig rekening hield met het lezerspubliek. In 1925 werden hij en Prins ontslagen en kwam de eindredactie in handen van Jacob Samuel da Silva Rosa. Gedurende de gehele looptijd van het blad kostte een abonnement drie gulden per half jaar, waarvoor het werd toegezonden per post. Op 21 oktober 1932 liet de redactie de lezers weten dat de uitgave wegens de economische crisis -hopelijk tijdelijk- werd gestaakt.
Begin 2013 werd het weekblad door de Koninklijke Bibliotheek online gezet. Sinds 2021 maakt DeVrijdagavond.com wekelijks een online gratis nieuwsbrief onder leiding van hoofdredacteur Robbert Baruch.

## Illustraties
De kop van de krant werd ontworpen door Joseph Teixeira de Mattos en toont de titel met aan weerszijden een halve kroonluchter met kaarsen en daaronder twee kandelaars op een teba, waartussen een davidsschild is geplaatst.
Het blad werd geïllustreerd met foto's (onder andere van ceremoniële voorwerpen in de collectie van het Joods Historisch Museum) en tekeningen van onder meer Sal Asscher, Izaak Leendert Bedding en Mirjam Jacobson. Jacobson tekende voor het blad vooral portretten van bekende Joden, onder wie actrice Esther de Boer-van Rijk, componist Sim Gokkes, prof. dr. Juda Lion Palache, acteur Elias van Praag en theaterdirecteur Abraham Tuschinski.